# タカリ
タカリ（Taqali、テガリ (Tegali）とも）は、現在のスーダン中央部のヌバ山地に位置したヌバ人の国。
タカリは18世紀に建国されたと考えられているが、口伝ではその2世紀前に成立していたとされている。砂漠に囲まれた高原という地理的条件もあって、敵対する隣国の存在にもかかわらず、タカリは約130年にわたり独立を維持することができた。1884年にマフディスト・スーダンに征服され、1889年にイギリスの従属国として再建された。1969年のクーデターで行政権は消滅したが、マックという伝統的な指導者がこの地域における儀礼的な権力を保持している。

## 歴史

### 初期のタカリ
タカリはコルドファン地方(現在のスーダン中央部のヌバ山地最高部、タカリ・マシフを中心,としていた。 その初期の歴史は不明瞭である。口伝によると、タカリは16世紀の初期、センナール王国が設立された時に設立されたとされている。しかし、タカリは18世紀後期 (1750年と1780年の間)までは存在せず、初期の統治者(統治者のリストには記載した) は半神話的であるとする学者もいる。

### 独立
歴史家の ジャネット・J・エワルドは、タカリの真の最初の支配者はムハンマド・ワド・ジャイリだと主張した。  エワルドは、ワド・ジャイリが息子のカカリのイスマイルと共に国家を創設したと提唱した。 エワルドは、センナール王国が衰退し、ダルフールがコルドファンに勢力を伸張させていた混乱期にタカリ国家が形成されたと主張している。ムハンマド・ワド・ジャイリは地域の統一を始め、弟のウマルが「マック」を継承した。およそ1783年、ウマルは王妃の母アジャイドとムハンマドの息子イスマイルによって倒された。イスマイルによって国家はさらに拡大し、この地域の「99の丘」を支配下に置いた。イスマイルの息子アバクルは1800年に平和的にイスマイルの後を継いだ。
比較的小さな国土と強大な隣国にもかかわらず、タカリ国家は独立を保った。タカリ国家はタカリ・マシフを中心に、ヌバ山地全域に広がっていた。ヌバ山地は農業に適している一方で、周囲のコルドファンの平野は乾燥して人を寄せ付けないため、侵略してくる軍隊を支えることが困難であった。岩だらけの地形は天然の要塞としても機能した。隣国のセンナール王国はタカリの最大の脅威であり、タカリが年貢を支払うことによってなだめられていた センナールは1821年のエジプトによるセンナール征服まで、この協定に執着していた。その後、エジプトはタカリに対して3度の侵攻を行い失敗した。タカリは事実上の独立を保ったが、わずかな税金を支払い、公式にエジプト領のスーダンに編入されるという合意がエジプトと結ばれた。 1840年から1880年にかけては、エジプトをはじめとする列強がタカリの指導者に影響を与えようとし、タカリは後継者争いに悩まされることになった。
1883年、エジプトとのマフディー戦争の最中であったマフディスト・スーダンはタカリへの侵攻を決定した。マフディストたちの作戦は以前のどの試みよりも進歩した。1884年7月、タカリのマックであるアダムはマフディストに捕らえられ、最終的に捕虜として死亡した。タカリでは反乱が続き、スーダンの支配者であるハムダン・アブ・アンジャが反乱を鎮めるために派遣された その後の19世紀末、自称マフディーであるムハンマド・アフマドの軍に征服された。これによりエジプト領スーダンでの他の戦役や反乱と合わせて、マフディー国家が形成されることになった。

### 再興
1889年、マフディストはイギリスに敗れ、英埃領スーダンが成立した。タカリのマックは権力を取り戻したが、イギリスによる厳重な支配が続いた。タカリのマックは有用な同盟者であることが証明されたため、イギリスは徐々に彼らに支配と管理のための領土を与えていった。これは1956年のスーダン独立まで続いた。1969年のクーデターでタカリ国家の行政権は終了した。政治的な権力は持たないが、タカリのマックはこの地域の人々にとって儀礼的な指導者であり続けている。

## 王室
タカリの支配者の称号は「マック」(または「メク」、「王」)はおそらくアラビア語であるが、メロエ語かゲエズ語に由来するアラビア語化した単語である可能性が高い。タカリのマックの属国は「ムクーク・アル＝アーダ」 (単数形  「マケ・アル＝アーダ」)、「慣習的な王」として知られていた。 タカリでは、マックの息子は「ワッド・アル＝マック」(複数形 「アウラード・アル＝マック」)、 マックの娘の息子は「アルバーブ」(複数形 「アラービーブ」)だった。 アラービーブは一般にマックの傑出した評議会議員であり、アラービーブ・アル＝タマーニーヤ(8人のアラービーブ)は宮殿で開かれる特別評議会だった。アルバーブは自らの息子に位を譲ることができた。 同様に「ワッド」の称号は信頼できる奴隷や召使に与えられることもあった。全ての「アウラード」はマックに選出される資格を持っていた。収入を得るため、領地を与えられた「ワッド」は「アハル・アル＝ターキーヤ」、「支配に伴う頭飾りである タキーヤを着用した者」となった。
マックの子を産んだ女性は「アルティーヤ」(複数系 「アルティーヤート」)と呼ばれ、この単語はアラビア語起源ではない。 彼女らは王室の女性で最も高い地位にあり、それぞれが「スリヤート」(妾)や 「カッダマ」(侍女)の家族を監督した。　

## タカリの「ムクーク」
タカリの君主とその在位期間は次の通りである。なお、ムハンマド・ワド・ジャリ以前のマックについては異論がある。 
- ムハンマド・アル＝ルバタビ
- ジャイリ・アブー・ジャリダ
- サボ
- ジャイリ・ウマラ
- ジャイリ・アワン・アッラー
- ジャイリ・アブー・クラン
- ムハンマド・ワッド・ジャイリ　およそ1750年頃
- ウマル一世　〜 1783年
- イスマイル一世　1783年 〜 1800年
- アバクル一世　1800年 〜 1820年
- ウマル二世　1820年 〜 1835年
- アフマド　1835年 〜 1840年
- マルユド　1840年 〜 1843年
- ナシール　1843年 〜 およそ1860
- アダム一世　およそ1860年 〜 1884年
- 空位, 1884年 〜 1898年
- ジャイリ, 1898年 〜 1916年
- アバクル二世, 1916年 〜 1920年
- アダム二世, 1920年からは不明。ある情報では、1990年にも統治していたとされている。[要出典]